# Naipu
Naipu – wieś w Rumunii, w okręgu Giurgiu, w gminie Ghimpați. W 2011 roku liczyła 1863 mieszkańców.